# Ulan-Majorat
Ulan-Majorat is een dorp in het Poolse woiwodschap Lublin, in het district Radzyński. De plaats maakt deel uit van de gemeente Ulan-Majorat.